# Carcelia lymantriae
Carcelia lymantriae là một loài ruồi trong họ Tachinidae.